# Sonderfahndungsbuch Polen

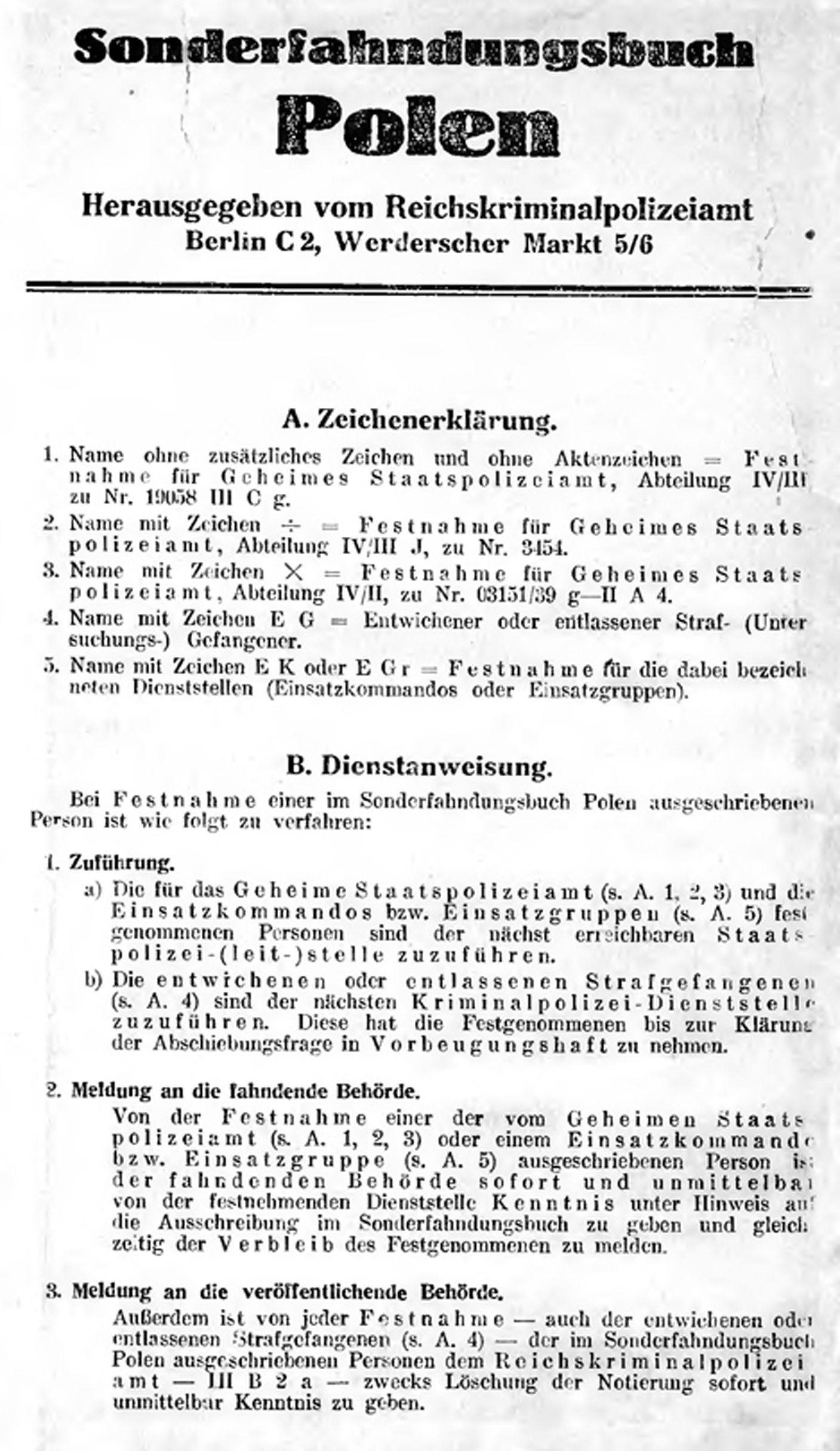
Sonderfahndungsbuch Polen.

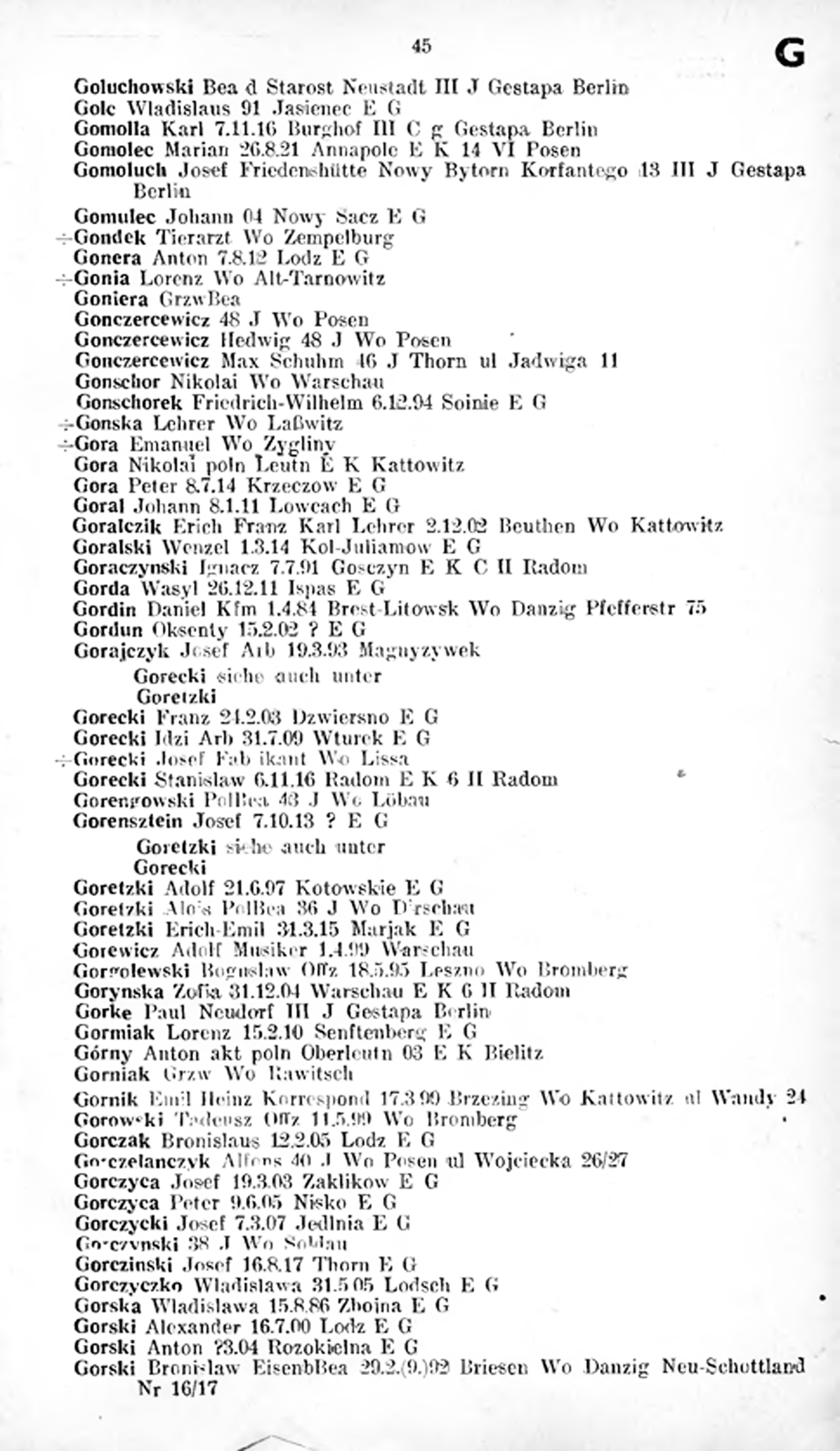
Page des Personnes commençant par la lettre « G ».

La Sonderfahndungsbuch Polen (français : « Livre spécial des individus polonais recherchés ») est une liste de personnalités polonaises, rédigée en prélude à l'invasion nazie de la Pologne. Cette « liste des ennemis du Reich » a été rédigée par le Bureau Central II / P - Pologne (« Zentralstelle IIP Polen »), une unité spéciale des SS ainsi que par la Gestapo et les Allemands vivant dans l'ouest de la Pologne. Elle contenait les noms de 61 000 membres de l’élite polonaise qui devaient être fusillés par des unités spéciales armées des nazis en vue d’annexer plus facilement les territoires de la Pologne en 1939.

## Histoire
En mai 1939, en vue de faciliter la prochaine invasion, occupation et administration des territoires annexés de la Pologne, Reinhard Heydrich crée le Bureau Central II / Pologne ( « Zentralstelle II / P » ), une unité spéciale des SS de la Sicherheitsdienst à Berlin, pour établir une première liste de personnalités polonaise. Une deuxième liste « des individus polonais particulièrement dangereux pour le Reich » est parallèlement rédigée au siège de la Gestapo à Berlin avec l’aide des Allemands habitant dans l'ouest de la Pologne .
Les deux listes sont fusionnées en une seule dans la « Sonderfahndungsbuch Polen » (français : « Livre spécial des mandats d’arrêts - Pologne ») contenant 61 000 noms de Polonais classés par ordre alphabétique. Outre le nom et prénom, la liste mentionne la fonction, la profession, l’appartenance syndicale et le lieu de résidence des personnes fichées. Celles-ci sont membres de l'intelligentsia polonaise, définie de manière très large : enseignants, universitaires, chercheurs, scientifiques, médecins, avocats, juges, anciens officiers, anciens combattants, prêtres, acteurs, artistes, etc..
En juillet 1939, la liste est imprimée sous forme de livre au siège de la police de sécurité et du SD à Berlin.

## Opération Intelligenzaktion
Dès l'invasion de la Pologne, les personnes fichées devaient être envoyées en camp de concentration ou fusillées sur place lors de leur identification par des unités spéciales, les Einsatzgruppen, Einsatzkommando et Volksdeutscher Selbstschutz, lors de l’opération Intelligenzaktion (seconde phase de l’Opération Tannenberg).
En 1940, une deuxième édition bilingue de la  Sonderfahndungsbuch Polen  est publiée en allemand et en polonais à Cracovie . Plus tard, la liste est publiée sous le nom de « Fahndungsnachweis » (français : « Avis de Recherche »).
Seul un petit nombre de personnes fichées a réussi à survivre à l'occupation nazie.